# Kozłów Biskupi
Kozłów Biskupi [ˈkɔzwuf bisˈkupi] est un village polonais de la gmina de Nowa Sucha dans le powiat de Sochaczew et dans la voïvodie de Mazovie.
Il se situe à environ 5 kilomètres au nord-est de Nowa Sucha, à 5 kilomètres au sud-ouest de Sochaczew et à 55 kilomètres à l'ouest de Varsovie.